# Ellefson
Ellefson ist ein patronymisch gebildeter norwegischer Familienname mit der Bedeutung „Sohn des Ellef“.

## Namensträger
- Art Ellefson (* 1932), kanadischer Jazz-Saxophonist
- Christian Ellefson (1842–1925), US-amerikanischer Abgeordneter der Wisconsin State Assembly
- David Ellefson (* 1964), US-amerikanischer Bassist
- Peter Ellefson, US-amerikanischer Posaunist und Hochschullehrer
- Ray Ellefson (1927–1994), US-amerikanischer Basketballspieler